# Луусалмское сельское поселение
Лууса́лмское сельское поселение — муниципальное образование в составе Калевальского национального района Республики Карелия Российской Федерации.
Административный центр — посёлок Луусалми.

## Население
| 2009 | 2010 | 2012 | 2013 | 2014 | 2015 | 2016 |
| ---- | ---- | ---- | ---- | ---- | ---- | ---- |
| 380  | ↗382 | ↘371 | ↘352 | ↘345 | ↘335 | ↗340 |
| 2017 | 2018 | 2019 | 2020 | 2021 | 2023 |      |
| ↘326 | ↘312 | ↘302 | ↗303 | ↘288 | ↘265 |      |

## Населённые пункты
В сельское поселение входят 3 населённых пункта:
| № | Населённый пункт | Тип населённого пункта | Население |
| - | ---------------- | ---------------------- | --------- |
| 1 | Луусалми         | посёлок                | ↘333      |
| 2 | Тихтозеро        | деревня                | ↘0        |
| 3 | Войница          | посёлок                | ↘19       |